# بخش سرسی
بخش سرسی (به فرانسوی: Arrondissement de Sarcelles) یک بخش در فرانسه است که در ول-دوآز واقع شده‌است.